# هانا مونتانا
هانا مونتانا (بالإنجليزية: Hannah Montana) هو مسلسل تلفزيوني أمريكي رشح لجائزة إيمي، والذي بدء عرضه في 24 مارس، 2006 على قناة ديزني. المسلسل يركز على فتاة تدعى مايلي ستوارت (وقامت ببطولته مايلي سايرس) وهي في متوسط سن المراهقة وتعيش حياة مزدوجة حيث تكون خلال النهار طالبة في المدرسة، وفي الليل تكون مغنية بوب مشهورة باسم هانا مونتانا، وتقوم بإخفاء هويتها الحقيقية من الجماهير، بخلاف أصدقائها المقربين والعائلة.
العرض الأول للموسم الثالث من المسلسل كان يوم 2 نوفمبر، 2008 وما زال يبث اعتباراً من يوليو 2009. أطلق الفيلم هانا مونتانا: ذا موفي في مسارح السينما الأمريكية في 10 أبريل، 2009. وقد تجدد المسلسل للمرة الرابعة والأخيرة، وأطلبت شركة ديزني حلقات جديدة.

## الإنتاج
مايكل بوريس، الذي يرجع إليه الفضل في مشاركته المبدعة، أيضا شارك في إنشاءالنسخة الأصلية من مسلسل ذلك من شيم رايفن لقناة ديزني.المسلسل إنتاج Laugh Productions, Inc، وذلك بالتعاون مع شركة ديزني. وكان يقام تصويره في استوديوهات تريبيون في هوليوود، كاليفورنيا.
الفكرة الأصلية لهذا المسلسل تقوم على حلقة من مسلسل ذلك من شيم رايفن بعنوان «جوين هوليوود»، والتي كان من المفترض أن تكون الحلقة التجريبية لسيتكوم باسم  الأيام أفضل، والذي يشارك فيه طفلة موهوبة عملت في مسلسل تلفزيوني شهير بنفس الاسم في محاولة لها على الذهاب إلى المدارس العادية. الحلقة «نيو كيد في المدرسة» لها نفس الفكرة الأساسية للحلقة المذكورة سابقاً. وكان يوجد أسماءأخرى مأخوذة للنظر فيها كعنوان للمسلسل وهم الحياة السرية لزوي ستيوارت (رفض لأنه مشابه لزوي 101 ‏، الذي يعرض على قناة نكلوديون)، وحياة بوب ستار!، والكسيس تكساس. وكان من المرشحين لدور زوي ستيوارت جوردن ماكوي (التي وصلت للنهائيات في مسابقة أمريكين جونيورز) وبوب ومغنية ال آر & بي جوجو (التي رفضت الدور). وإن مايلي سايروس أصلا قد أدت اختبارا لدور «أفضل صديق»  ليللي روميرو، وقد تغير إلى ليللي تراسكوت، ولكنهم فكروا انها ستكون أفضل للشخصية الرئيسية، فلذلك تمرنت للدورين زوي ستيوارت / هانا مونتانا. وفي وقت لاحق تغير الاسم من زوي ستيوارت إلى كلوي ستيوارت، الذي قد تم تغيره في النهاية إلى مايلي عندما حصلت على الدور. أسماء هانا مونتانا تغيرت عدة مرات. ثلاثة من الأسماء السابقة آنا كابانا سامانثا يورك، والكسيس تكساس.
في ديسمبر 2006، أعلنت ديزني عن خططها لإطلاق منتجات تحت اسم هانا مونتانا في محلات مختارة، وكانت يتضمن الملابس، وحلي، والدمى. وفي أغسطس 2007، ألعاب من نوع (Play Along Toys)صنعت دمية لهانا مونتانا وأيضا دمية غنائية، ودمية لمايلي ستيوارت، وغيرها من السلع. وفي نوفمبر طرح مزيد من الدمي لهانا مونتاناإلى جانب اوليفر، ليللي، وبعد ذلك دمي لجيك رايان. أصبحت هذه الدمي واحدة من أكثر اللعب شعبية للعب الكريسماس لعام2007.
ووفقا لصحيفة ديلي دسباتش، أن في 2008 حصل هذا المسلسل التلفزيوني على جمهور عالمي من 200 مليون مشاهد. واضاف "إذا كان عدد مشاهدين مايلي عدد سكان بلد، فإنها ستكون خامس أكبر عدد من السكان في العالم -- قبيل البرازيل. "  وبحلول فبراير 2008، أصبح الامتياز بهانا مونتانا مهم جدا بحيث أصبح من المهم لديزني عقد اجتماع دولي من 80 شخصا، لمناقشة مستقبل هانا مونتانا". وجميع قطاعات أعمال كانت ممثلة في الاجتماع.

### المزايدة على تذاكر الجولة
وقد تم بيع كل تذاكر الحفل، وبعض التذاكر وصلت المزايدة عليها لقدر 20,000 دولار.

### تسلسل الافتتاح
موضوع أغنية هانا مونتانا «أفضل ما في كلا العالمين» والتي كتبها ماثيو جيرارد وروبي نيفيل، والتي أنتجهاجيرارد وتقوم بها مايلي سايروس (هانا مونتانا). جون كارتا، هو الذي ألف الموسيقى للأغنية، هوالذي يؤلف الموسيقى الدالة على تغيير المشهد والساحة الإعلانية. كلمات الأغنية تصف الفكرة الأساسية للمسلسل التلفزيوني.
في أكتوبر 2006 أصدر ألبوم المسلسل وكان يتضمن النسخة الكاملة من الأغنية، ومدتها 2 دقيقة و54 ثانية. والنسخة التلفزيونية للأغنية مدتها 50 ثانية، وقد تم استخدام مقطعين من الأول ومقطعين من الأخر.
قبل أن يتم اختيار أغنية البداية «أفضل ما في كلا العالمين»، كان التفكير في الأول ما بين أغنية «مثلك تماما» و«الجانب الآخر مني». سلسلة الافتتاح تتضمن لقطات من الحلقات للممثلين بظهور أسمائهم. اسم كل ممثل يظهر على الشاشة بنمط ضوء ماركي. ثم يتغير التسلسل لمقاطع كاملة على الشاشة من الحلقة (معظم المقاطع التي تم استخدامها في الموسم الأول كانت من الحلقات التي تم إنتاجهاسابقا) بينمايظهر اسم المنتج في اللقطة الثانية إلى الأخيرة. شعار العنوان المصمم للمسلسل يظهر في بداية ونهاية التسلسل (الجزء الأخير يعرض سايروس على مسرح الحفلة بشخصيتها كهانا مونتانا).
في الموسم الثالث، استخدم نسخة جديدة من الرصيد الذي كان موجود للحلقات. فتظهر مايلي بهيئتها الأصلية وهانا مونتانا في نفس المشهد وتكون الخلفية تايمز سكوار لايك. تظهر أسماء الفنانين والفنانات ولقطات من المسلسل فيما يبدو كإطار ماركي، وتظهر هانا مونتانا بشعرها المستعار الجديد وأسلوب جديد في ملابسها. الأغنية المستخدمة هي النسخة الجديدة من «وأفضل ما في كلا العالمين».

### دعوى قضائية
يوم 23 أغسطس 2007، بادي شيفيلد، رفع دعوى قضائية ضد ديزني بخصوصهانا مونتانا، مدعيا انه اصلا صاحب فكرة هانا مونتانا، ولكنه لم يحصل على تعويض من شركة ديزني. وإن شيفيلد يدعي في الدعوى، أنه في 2001 جاء لديزني بفكرة مسلسل تليفزيوني باسم «روك ورولاند»، وتدور حول تلميذ في مدرسة إعدادية يعيش حياة مزدوجة كمغني روك مشهور. فإن الدعوى ان المديرين التنفذيين لقناة ديزني أحبوا الفكرة في البداية، ولكنهم استمروا في الحلقات.

## طاقم الممثليين

### رئيسي
- مايلي سايروس كمايلي ستيوارت / هانا مونتانا
- إميلي أوسمنت كليللي تراسكوت / لولا لفتنايجل
- ميتشل موسو كأوليفر أوكن / مايك ستاندلي الثالث
- جيسون إرلس كجاكسون ستيوارت
- بيلي راي سايروس كروبي ستيوارت
- مويسيس أرياس كريكو (الموسم الثاني-الحالي) (الموسم الأول-يتكرر)

### المتكررين
- شانيكا نولز: أمبر أديسون
- آنا ماريا بيريز دي تاغلي: اشلي دويت
- رومي دام: تريسي فان هورن
- هايلي تشيس: جواني بالومبو
- دوللي بارتون: العمة دوللي
- فيكي لورانس: ماماو روثي راي ستيوارت
- فرانسيس كاليير: روكسي
- كودي لينلي: جايك رايان
- سيلينا غوميز: ميكايلة
- مورغان يورك: سارة
- نوح سايروس: فتاة صغيرة (هذا دور صغير، ولكنه يستخدم في كثير من الأحيان)
- إرين ماثيوز: كارين كانكل
- بول فوجت: ألبرت دونتزج
- ليزا أرش: ليبوساكشن ليزا
- اندريه كيني: كوبر
- تيو اوليفاريس: ماكس
- أندرو كالدويل: ثور
- مايكل كاجان: كولن لاستر
- جريج بيكر: السيد كوريللي

### ظهور ضيوف خاصة
- كاري أان اينابا: تينا (1: «بابا لديه صديق جديد»)
- كوربن بلو: جوني كولينز (2: «ليللي، هل تريدين معرفة سر»، و«نحن جمبعا على هذا الموعد معا»)
- آشلي تيسدال: مادي فيتزباتريك (1: «على الطريق مرة أخرى»)
- بروك شيلدز: سوزان ستيوارت (: «انا هانا، اسمعني أنعق»، و«الطريقة التي لم تكن نحن» و«يمكن ان يكون هو السخص، الأجزاء1 و2»)
- لاري ديفيد: نفسه (1: «صديق أعز صديقة لي»))
- ماديسون بيتيس: صوفي مارتينيز (1: "خذ هذه الوظيفة وأحبها)

! ")
- جون د'اكينو: الرئيس ريتشارد مارتينيز (1: "خذ هذه الوظيفة وأحبها)

! ")
- جيسي مكارتني: نفسه (1: «عندما كنت ترغب في أن تكون النجم»)
- دوني أوزموند: نفسه (1: «نحن جميعا على هذا الموعد معا»)
- راي رومانو: نفسه (1: «نحن جميعا على هذا الموعد معا»)
- جوناس براذرز: أنفسهم (1: «انا والسيد جوناس والسيد جوناس والسيد جوناس»)
- دواين جونسون: نفسه (1: «لا تكف حتى تحصل على الهاتف»)
- هيذر لوكلير: هيذر تراسكوت (1 :«أم ليللي أخذت في الاستمرار»)
- جوي فاتون: جوي فيتولو (1: «وداعا وداعا للكرة»)
- جوليت جوجليا: أنجيلا فيتولو (1: «وداعا وداعا للكرة»)
- كارينا سميرنوف: مدام إسكاجيدا (1: «الكل كان أفضل صديق في القتال»)
- ديفيد كوشنير: العم ايرل (1): نحن نأسف لذلك (العم إيرل))
- تيفاني ثورنتون: بيكي (2: "إبداء في الدراسة "ولكن هناك جانب آخر مني")
- أنيتا فينلي: جانيت هاريس (1: «اختبار لحبي»)
- غريغوري إتزين: السيد هاريس (1: «اختبار لحبي»)
- مايكل ماكشي: تراي هاريس (1: «اختبار لحبي»)
- تيري رودز: ماك (2: «انه ليس جذاب فهو أخي» و«مرحبا بكم إلى الفشل»)
- ليه-ألين بيكر: مايكي (2: «انه ليس جذاب فهو أخي» و«مرحبا بكم إلى الفشل»)
- مايكل ماكدونالد: الشيف دنكان كايتس (1:«لا اذهب كسر السن بلادي»)
- ريان بينكستون: كونر (1: «يقتلني بهدوء بهذا الطول»)
- واين وايلدرسون: شرطي ديارا (1: «استعد وإجهز ولكن لا تقود»)
- إد بجلي الابن: والد ساره (1: «هل يمكن أن أكذب عليك ياليللي؟»)
- روب راينر: نفسه (1: «يجب أن تفقد هذه الوظيفة»)
- شيريل هاينز: كاثرين يورك (1: «ما الذي لا أحبه فيك»)
- نانسي اوديل: نفسها (1: «إخدعها»)
- شيلي بيرمان: الدكتور فورمان (1: «لا تذهب تكسر سنتي»)
- نيت هارتلي: ارون (1: «بروما ميا»)
- ديفيد ارشوليتا: نفسه (1: «بروما ميا»)
- كريس زيلكا: جيب لا ماتي/ هوتي لا ماتي (2: «إخدعها» و«بروما ميا»)
- ماركا هابكا: ألبرت ندرماير/ أوستن راين (1: «إنه الاحتيال»)

## الحلقات
| الموسم | الموسم   | الحلقات | تاريخ أول بث  | تاريخ آخر بث   | ملاحظات                                                                                |
| ------ | -------- | ------- | ------------- | -------------- | -------------------------------------------------------------------------------------- |
|        | الموسم 1 | 26      | 24 مارس 2006  | 30 مارس 2007   |                                                                                        |
|        | الموسم 2 | 29      | 23 أبريل 2007 | 12 أكتوبر 2008 | تم إنتاج الحلقة الثلاثون بعنوان "لا للسكر السكر" ولكن لم يتم بثها في الولايات المتحدة. |
|        | الموسم 3 | 30      | 2 نوفمبر 2008 |                |                                                                                        |
|        | موسم 4   | 12      |               |                | 11 حلقة + سلسلة ختامية لمدة ساعة                                                       |

## الأفلام

### هانا مونتانا ومايلي سايروس: حفلة أفضل ما في كلا العالميين
هانا مونتانا ومايلي سايروس : حفلة أفضل ما في كلا العالميين عبارة عن فيلم وثاقئي موسيقي من والت ديزني مقدم في ديزني ديجيتال 3D. الإصدار كان محدود في الولايات المتحدة وكندا وفي البلدان الأخرى في وقت لاحق، ولمدة أسبوع واحد في فبراير من 1 إلى 7،2008، ولكن امتدت المدة للمشاهدة حسب إرادة دور السينما. وأعلنت ديزني أنه تم تصوير الحفل في العديد من المدن ليكون مسرحيا وصدر في الولايات المتحدة في شهر فبراير وعلى الصعيد الدولي خلال هذا الشهر.ويستخدم نظارات ال3D للفيلم.
في فبراير 1-3 2008، كان الاسبوع الافتتاحي للفيلم، وقد حقق 29 مليون دولار كإجمالي الإيرادات. وكانت أسعار التذاكر مرتفعة وقدرها 15 دولار، وكانت في 2008 أعلى من معظم التذاكر العادية ب 50 ٪ على الأقل. [بحاجة لمصدر] وكان الفيلم رقم واحد في عطلة نهاية الاسبوع. والافتتاح في 638 دور العرض فقط، حقق أكثر من 42,000 دولار رقما قياسيا لكل دار عرض. ذلك كان رقما قياسيا لأعلى الإيرادات لفيلم 3D في عطلة نهاية الاسبوع. [بحاجة لمصدر]

### هانا مونتانا: الفيلم
هانا مونتانا:الفيلم، هو التعديل للمسلسل الكوميدي الأمريكي للمراهقين، هانا مونتانا. التصوير بدأ في أبريل 2008،  وكثير من الأحداث تدور في كولومبيا، تينيسي، ولوس انجليس ،كاليفورنيا،  وتم انتهاؤه في يوليو 2008. وقد تم إصدار الفيلم في 10 أبريل 2009 في الولايات المتحدة وكندا.

## الأغاني

### الموسيقى التصويرية
- 2006 : هانا مونتانا
  - هانا مونتانا ' : طبعة العطلات
  - هانا مونتانا : الإصدار الخاص
- 2007 : هانا مونتانا 2 : إلتقي بمايلي سايروس
  - هانا مونتانا 2 : طبعة الروك ستار
  - هانا مونتانا 2 : رقص بلا توقف
- 2008 : هانا مونتانا ومايلي سايروس : حفلة موسيقية، أفضل ما في كلا العالميين
  - هانا مونتانا : ريمكس للأغاني
- 2009 : هانا مونتانا : الفيلم
- 2009 : هانا مونتانا 3

## الجوائز والترشيحات
- الفنون الإبداعية ايمى 2007—برنامج للأطفال رائع (مرشح)
  - هانا مونتانا كان في منافسة ضد اثنين آخرين من قناة ديزني، The Suite Life of Zack & Cody وذلك من شيم رايفن، لكنه خسر أمام نيك الأخبار الخاصة، العالم الخاص: الأطفال والتوحد.
- الفائز في 2007 «اختيار مسلسل تلفزيوني: كوميدي» لجوائز اختيار المراهقيين[19]
- الفائز في 2006-2007 برمز الجائزة الذهبية (التي قدمتها شركة ترافولتاوالأسرة للترفيه) «أفضل كوميديا جديدة».[20]
- الفائز «بأفضل ممثلة تلفزيونية» لعام 2007 جوائز اختيار الأطفال.
- الفائز بتصويت أطفال بافتا في عام 2008 في جوائز أطفال بافتا لعام 2008، الجائزة الوحيدة التي صوت لصالحها من قبل الجمهور البريطاني.[21]

## سلسلة الكتب الروائية
1. حفظ الأسرار -- إحصلي يا مايلي على علكة«و» إنها حفلتي وسوف أكذب إذا أريد"
2. المواجهة -- أنت تافه، وربما تعتقد أن هذهذه الحبوب بسببك، إمراءة مصابة بالحاكة
3. أعظم خائن -- "إنها أعظم خائنة «و» لا استطيع ان اجعلك تحب هانا إذا كنت لاتريد
4. الحقيقة إما التحدي -- عذرا

! تدخلت مرة أخرى«و» انه عالم عارضات الأزياء'
1. إمسك جيداً -- هيا قل، هل يمكنك أن تذكر الكلمات؟ « و» على الطريق مرة أخرى
2. التحطيم الرائع

! -- جوود جولي، أنسة دوللي «و» حب جالب الحظ 
1. كابوس على شارع هانا -- ممزقة بين اثنين هانا«و» أيها الجدة لا تدعي أطفالك ينمو ليصبحوا المفضلين لديك
2. رؤية الأخضر -- أكثر من كسول بالنسبة لي«و» الأشخاص الذين يستخدمون أشخاص
3. واجه الموسيقى -- رائحة تصفيات للمراهقين«و» نحن أسرة: والآن أحضر لي بعض الماء

!'
1. لا تراهن على هذا  -- باد مووز رايزينج «و» صديقي جاكسون وسوف يكون في مشاكل
2. الانتقام الذيذ -- الجانب المحبوب مني «و» سكولي بولي"
3. سواء فوز أو خسارة -- مال من أجل لا شيء، والشعور بالذنب اختياري«و» يوجد دين
4. شديد الإخلاص -- القيود ستبقينا معا «و» أنا وريكو في فناء المدرسة
5. على الطريق -- إبداء في الدراسة «و» أريدك أن تريدني...التوجه إلى فلوريدا
6. لعبة الشجاعة -- صديق أعز صديقة لي «و» حتى تتمكن - من التوسل لي
7. التمني -- عندما كنت ترغب في أن تكون النجم «و» خذ هذه الوظيفة وأحبها

!'
1. من نوع خاص -- انا هانا، اسمعني أنعق «و» يجب أن لا تكافح من أجل حقكم في الاحتفال

### سلسلة أخرى من الكتب الروائية
1. هانا مونتانا: الفيلم
2. تأرجح الأمواج
3. في حلقة

## الإصدار الدولي
هانا مونتانا يبث على المحطات التالية في جميع أنحاء العالم:
| المنطقة:                                                                                        | الشبكات                                       | سلسلة العرض                                |
| ----------------------------------------------------------------------------------------------- | --------------------------------------------- | ------------------------------------------ |
| المملكة المتحدة                                                                                 | قناة ديزني المملكة المتحدة، خمسة              | 6 مايو 2006                                |
| الولايات المتحدة الأمريكية                                                                      | قناة ديزني                                    | 24 مارس 2006                               |
| الولايات المتحدة الأمريكية                                                                      | فري فورم                                      |                                            |
| الأرجنتين                                                                                       | قناة ديزني لأمريكا اللاتينية                  | 2006                                       |
| العالم العربي - السعودية - مصر - لبنان - المغرب - الجزائر - تونس                                | قناة ديزني الشرق الوسط وmbc4                  | 24 مارس 2006 (العرض الأول)                 |
| جنوب آسيا - بنغلاديش - الهند - باكستان - سريلانكا                                               | قناة ديزني الهند                              | 23 سبتمبر 2006                             |
| إسكندنافيا - آيسلندا - الدنمارك - النرويج - السويد - فنلندا                                     | قناة ديزني الإسكندنافية                       | 29 ستمبر 2006                              |
| أستراليا                                                                                        | قناة ديزني أستراليا                           | 7 أغسطس 2006                               |
| أستراليا                                                                                        | الشبكة سبعة                                   | 7 أبريل 2007                               |
| بلجيكا                                                                                          | في تي-4                                       | 3 سبتمبر 2007                              |
| البرازيل                                                                                        | قناة ديزني                                    | 26 نوفمبر 2006                             |
| البرازيل                                                                                        | ريدي جلوبو                                    | 5 أبريل 2008                               |
| بلغاريا                                                                                         | جيتكس                                         | 15 أغسطس 2008 (بالإنجليزية في البداية فقط) |
| بلغاريا                                                                                         | BNT 1                                         | 28 مارس 2009                               |
| كندا                                                                                            | عائلي                                         | 4 أغسطس 2006                               |
| شيلي                                                                                            | قناة ديزني لأمريكا اللاتينية                  | 11 نوفمبر 2006                             |
| البر الرئيسى الصين                                                                              | SMG القناة الدولية شانغهاي                    | 30 يونيو 2008                              |
| كولومبيا                                                                                        | قناة ديزني لأمريكا اللاتينية                  | 12 نوفمبر 2006                             |
| جمهورية التشيك                                                                                  | جيتكس                                         | 2008                                       |
| الدنمارك                                                                                        | قناة ديزني الدنمارك                           | 29 سبتمبر 2006                             |
| الدنمارك                                                                                        | DR1                                           | يناير 2007                                 |
| جمهورية الدومينيكان                                                                             | قناة ديزني لأمريكا اللاتينية                  | 12 نوفمبر 2006                             |
| فنلندا                                                                                          | مترجمة إلى الفنلندية لقناة ديزني الإسكندنافية | 29 فبراير 2008                             |
| فرنسا                                                                                           | قناة ديزني فرنسا                              | 3 أكتوبر 2006                              |
| ألمانيا                                                                                         | قناة ديزني ألمانيا                            | 23 سبتمبر 2006                             |
| ألمانيا                                                                                         | سوبر ار تى ال                                 | 24 سبتمبر 2007                             |
| أيسلندا                                                                                         | Sjónvarpið                                    | 2007                                       |
| أيرلاندا                                                                                        | RTé TWO، قناة ديزني                           | 6 مايو 2006                                |
| إسرائيل                                                                                         | Arutz HaYeladim جيتكس                         | 6 يونيو 2007 2009                          |
| إيطاليا                                                                                         | قناة ديزني (إيطاليا)                          | 21 سبتمبر 2006                             |
| آسيا - بروناي - هونغ كونغ - اندونيسيا - كوريا - ماليزيا - الفلبين - سنغافورة - تايلاند - فيتنام | قناة ديزني لآسيا                              | 23 سبتمبر 2006                             |
| اليابان                                                                                         | قناة ديزني اليابان                            | 14 أكتوبر 2006                             |
| اليابان                                                                                         | تي في طوكيو                                   | 5 أكتوبر 2007                              |
| مقدونيا                                                                                         | تليفزيون A1                                   | 29 سبتمبر 2008                             |
| المكسيك                                                                                         | قناة ديزني لأمريكا اللاتينية                  | 12 نوفمبر 2006                             |
| المكسيك                                                                                         | ازتيكا7 تلفزيون ازتيكا                        | 6 يوليو 2007                               |
| نيذرلاندز                                                                                       | جيتكس                                         | 17 مايو 2008                               |
| نيوزيلندا                                                                                       | قناة ديزني نيوزيلندا تي في 3 تليفزيون الملصق  | 7 أغسطس 2006                               |
| النرويج                                                                                         | قناة ديزني الإسكندنافية                       | 29 سبتمبر 2006                             |
| باكستان                                                                                         | قناة ديزني (بريميير الولايات المتحدة)         | 24 مارس 2006                               |
| باكستان                                                                                         | قناة ديزني العربية                            | 24 مارس 2006                               |
| باكستان                                                                                         | قناة ديزني الهند                              | 23 سبتمبر 2006                             |
| باكستان                                                                                         | جيتكس باكستان                                 | 5 يناير 2008                               |
| باكستان                                                                                         | GEO للأطفال(أيبث المسلسل بترجمةأوردو)         | نوفمبر 2008                                |
| باكستان                                                                                         | WikKid بلس (مدبلج بالأوردو)                   | 12 يناير 2009                              |
| بنما                                                                                            | قناة ديزني لأمريكا اللاتينية                  | 12 نوفمبر 2006                             |
| بنما                                                                                            | Tele 7                                        | 2 يناير 2008                               |
| بيرو                                                                                            | قناة ديزني لأمريكا اللاتينية                  | 11 نوفمبر 2006                             |
| بولندا                                                                                          | قناة ديزني بولندا                             | 2 ديسمبر 2006                              |
| البرتغال                                                                                        | قناة ديزني البرتغال                           | (200                                       |
| كوبيك                                                                                           | VRAK.TV                                       | 18 يونيو 2007                              |
| رومانيا                                                                                         | TVR 1                                         | 3 يوليو 2007                               |
| رومانيا                                                                                         | جيتكس                                         | 15 أغسطس 2008                              |
| روسيا                                                                                           | اس تى اس                                      | 1 سبتمبر 2008                              |
| جنوب أفريقيا                                                                                    | قناة ديزني لجنوب أفريقيا                      | 29 سبتمبر 2006                             |
| أسبانيا                                                                                         | قناة ديزني أسبانيا                            | يناير 2007                                 |
| جمهورية سلوفاكيا                                                                                | STV 1                                         | مايو 2007                                  |
| جمهورية سلوفاكيا                                                                                | جيتكس                                         | يوليو 2007                                 |
| السويد                                                                                          | قناة ديزني الإسكندنافية                       | 29 سبتمبر 2006                             |
| تايوان                                                                                          | قناة ديزني تايوان                             | 4 نوفمبر 2006                              |
| تركيا                                                                                           | ديجيترك                                       | 29 أبريل 2007                              |
| تركيا                                                                                           | قناة ديزني تركيا                              | 29 أبريل 2007                              |

## الثقافة الشعبية
- قد سخر من هانا مونتانا في حلقة روبوت تشيكن «في مصنع DVD»، كانت مايلي سايرس وهانا مونتانا بصوت دانا دوراي، وروبرت ستوارت بصوت سيث ماكفارلين، وليلي تراسكوت بصوت مايلة كونيس، وأوليفر أوكين بصوت دان ميلانو.عندما تصل هانا مونتانا في فندق الداكوتا، فإنها تواجه من قبل أحد المعجبين الذي يطلب توقيع منها وبعد ذلك يطلق النار عليها. تصل أنباء موت هانا مونتانا إلى العالم ويحزن عليها والدها وصديقاها ليلي وأوليفر. أزعج ذلك مايلي سايروس.

## وصلات الخارجية
- الموقع الرسمي في الولايات المتحدة
- الموقع الرسمي في الشرق الأوسط (بالإنجليزية)
- هانا مونتانا ويكي على ويكيا (بالإنجليزية)
- هانا مونتانا على موقع IMDb (الإنجليزية)
- هانا مونتانا على موقع ميتاكريتيك (الإنجليزية)
- هانا مونتانا على موقع الموسوعة البريطانية (الإنجليزية)
- هانا مونتانا على موقع روتن توميتوز (الإنجليزية)
- هانا مونتانا على موقع كينوبويسك (الروسية)
- هانا مونتانا على موقع ألو سيني (الفرنسية)
- هانا مونتانا على موقع قاعدة بيانات الفيلم (الإنجليزية)